# غرب- هولندا

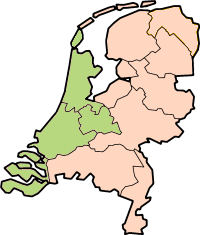
خريطة

غرب- هولندا هي تسمية وحدة إقليمية (NUTS 1-regio) هولندية . وبخلاف الأغراض الإحصائية فإن هذه المناطق ليس لها أي معنى.
- غرب- هولندا

| - شمال-هولندا (هارلم) - رأس شمال هولندا - ألكمار وما حولها - أيسمونت - تكتل هارلم - زانستريك - أمستردام الكبرى - Het Gooi وVechtstreek | - جنوب هولندا (لاهاي) - تكتل لايدن وBollenstreek - تكتل لاهاي - دلفت وWestland - جنوب شرق هولندا - Groot-Rijnmond - جنوب شرق جنوب هولندا | - مقاطعة أوترخت (أوترخت) - أوترخت - زيلند (ميديلبورخ) تصل حتى جنوب هولندا لكنها تعد خطأ من غرب هولندا - فلاندرز الزيلندية - باقي زيلند |